# Crocy
Crocy ist eine französische Gemeinde mit 287 Einwohnern (Stand: 1. Januar 2022) im Département Calvados in der Region Normandie. Sie gehört zum Arrondissement Caen und zum Kanton Falaise. Die Einwohner werden Crocéen genannt.

## Geografie
Crocy liegt an der Dives, östlich der Ebene von Falaise. Falaise selbst ist von der Gemeinde rund zehn Kilometer entfernt. Umgeben wird Crocy im Norden von Beaumais, im Nordosten von Norrey-en-Auge (Berührungspunkt) und Les Moutiers-en-Auge, im Osten von Le Marais-la-Chapelle und Montreuil-la-Cambe, im Süden von Merri, im Südwesten von Fourches sowie im Westen von Pertheville-Ners.

## Bevölkerungsentwicklung
| Jahr                             | 1962 | 1968 | 1975 | 1982 | 1990 | 1999 | 2005 | 2010 |
| Einwohner                        | 348  | 311  | 311  | 305  | 304  | 289  | 292  | 303  |
| Quelle: Cassini, EHESS und INSEE |      |      |      |      |      |      |      |      |

## Sehenswürdigkeiten

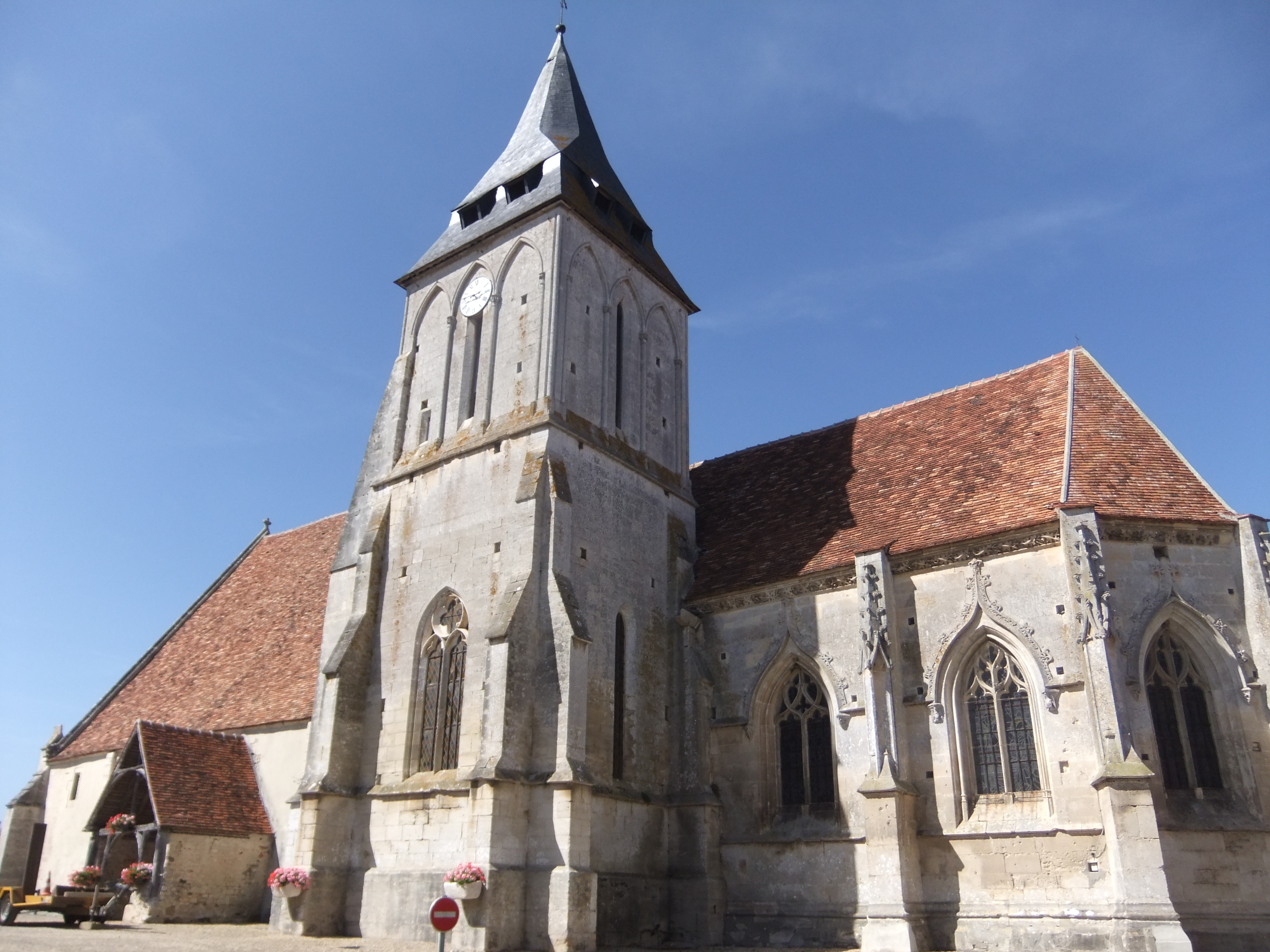
Kirche Saint-Martin

- Kirche Saint-Hilaire mit romanischem Kirchenschiff
- Protestantische Kapelle
- Großes Landhaus